# Modern
Modern è il sesto album studio della punk band Buzzcocks.

## Tracce
1. Soul on a Rock – 3:59
2. Rendezvous – 3:35
3. Speed of Life – 4:32
4. Thunder of Hearts – 2:56
5. Why Compromise? – 3:32
6. Don't Let the Car Crash – 4:28
7. Runaround – 3:26
8. Doesn't Mean Anything – 2:48
9. Phone – 3:02
10. Under the Sun – 3:31
11. Turn of the Screw – 2:37
12. Sneaky – 2:19
13. Stranger in Your Town – 2:24
14. Choices – 3:30

## Formazione
- Pete Shelley - voce e chitarra
- Steve Diggle - chitarra e voce
- Tony Barber - basso
- Phil Barker - batteria